# کاتو یوشی‌آکی

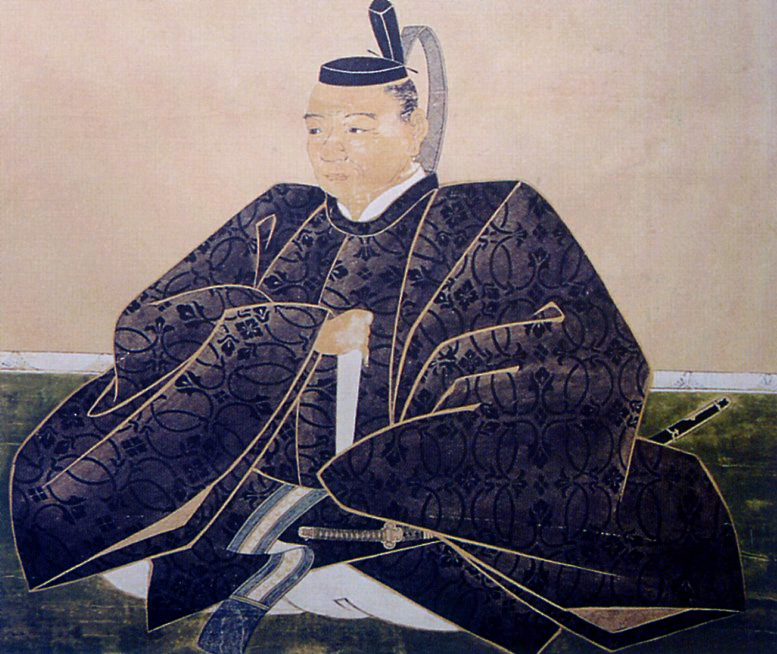
کاتو یوشی‌آکی

کاتو یوشی‌آکی (به ژاپنی: 加藤 嘉明 Katō Yoshiaki) (۱۵۶۳ – ۷ اکتبر، ۱۶۳۱) یک دایمیو در اواخر دوره سنگوکو و اوایل دوره ادو بود.